# Masurius Sabinus
Masurius Sabinus (1. század) római jogász.
Nem tartozott az arisztokraták közé, és csak élete végén lett az ordo equester tagja. Nem töltött be semmilyen pozíciót az államigazgatásban, hanem tanításból élt Tiberius, és az azt követő császárok alatt egészen Nero uralkodásának végéig. Tiberius császártól megkapta a ius respondendit, vagyis jogi szakvéleményeit császári pecséttel adhatta ki. A róla elnevezett sabinianus iskola egyik első vezetője. Különösen Tres libri juris civilis című munkája, amely nem maradt ránk, volt az utókorra, így a Digestára is komoly hatással.